# Martin Hafizi
Martin Hafizi (* 23. September 1993 in Sofia) ist ein bulgarischer Jazzmusiker (Schlagzeug, Komposition).

## Leben und Wirken
Hafizi erhielt ab dem siebten Lebensjahr klassischen Schlagzeugunterricht in der Musikschule. Als Jugendlicher trat er u. a. als Solist mit dem Philharmonischen Orchester Sofia und dem Philharmonischen Orchester Plovdiv auf; mit weiteren Orchestern konzertierte er auch international. 2012 wurde er zum Studium am Rotterdams Conservatorium zugelassen, wo er im Bachelorstudiengang bei Hans van Oosterhout und Joost Patocka studierte. Anschließend absolvierte er in Rotterdam den Masterstudiengang Popularmusik bei Hans Eijkenaar und Martijn Vink.
Hafizi arbeitete als Jazzmusiker mit Künstlern wie Billy Harper, Tineke Postma, Niti Ranjan Biswas, Georg Breinschmid, Mehmet Polat, Antoni Donchev, Dimitar Bodurov, Hristo Yotsov, Mihail Yossifov, Tatiana Koleva, Simeon Shterev und John Beasley. 2018 gründete er sein Half Easy Trio mit dem Pianisten Franz von Chossy und dem Bassisten Johannes Fend, das 2019 sein Debütalbum Dark Is Bright veröffentlichte; 2023 präsentierte er das Folgealbum One Step Back, Two Steps Forward mit Tamara Lukasheva.

## Preise und Auszeichnungen
Hafizi errang seit dem Alter von zehn Jahren viele Förderpreise auf nationaler Ebene. Mit seinem Half Easy Trio gewann Hafizi den im Amsterdamer Bimhuis abgehaltenen Wettbewerb Keep an Eye The Records 2018. Mit Simone van der Weerden & NAOS war er Finalist bei der Dutch Jazz Competition 2022.